# Agustín Navarro Alvado
Agustín Navarro Alvado (Benidorm, 1961-5 de febrero de 2021) es un político español del Partido Socialista del País Valenciano y alcalde de Benidorm entre 2009 a 2015.

## Biografía
Fue funcionario de carrera en el área económica del Ayuntamiento de Benidorm, donde fue militante del Partido Socialista del País Valenciano hasta 2009, cuando dejó el partido para firmar la moción de censura contra el alcalde del PP que le permitiría dirigir al gobierno de la ciudad de Benidorm.
Navarro ha sido concejal por el PSPV en Benidorm desde 1991 a 1995, de 2003 a 2007 y desde 2007 a 2009. La ultima legislatura como portavoz del grupo municipal. Ha sido concejal en el ayuntamiento de Bolulla entre 1999 y 2003, además de diputado en la Diputación de Alicante.

### Caso de transfuguismo
Agustín Navarro y el grupo socialista del Ayuntamiento de Benidorm fueron declarados tránsfugas después de que firmaran una moción de censura con el concejal elegido en las listas del PP José Bañuls, arrebatando la alcaldía al popular Manuel Pérez Fenoll.  Navarro y el grupo de concejales elegidos en las listas del PSPV, entre ellos Maite Iraola madre de la dirigente nacional del PSOE Leire Pajín, se dieron de baja como militantes socialistas antes de firmar la moción de censura aunque siguieron aportando parte su sueldo como alcalde y concejales al partido.  En 2010 la agrupación del PSPV en la ciudad proclamó de nuevo candidato a la alcaldía a Agustín Navarro como independiente con el apoyo del secretario general del PSPV Jorge Alarte y la negativa del presidente del PSOE y de la Comisión de Seguimiento del Pacto Antitransfuguismo Manuel Chaves.